# Станкович, Никола (футболист, 2003)
Нико́ла Ста́нкович (серб. Никола Станковић; род. 24 апреля 2003, Врнячка-Баня, Рашский округ) — сербский футболист, полузащитник клуба «Црвена звезда».

## Клубная карьера
Станкович — воспитанник клуба «Црвена звезда». В 2021 году для получения игровой практики Никола выступал за Графичар. В 2022 году Станкович вернулся в «Црвену звезду». 12 февраля в матче против «Чукарички» он дебютировал в сербской Суперлиге. В своём дебютном сезоне Станкович помог клубу выиграть чемпионат и Кубок Сербии.

## Международная карьера
В 2022 году Станкович в составе юношеской сборной Сербии принял участие в юношеском чемпионате Европы в Словакии. На турнире он сыграл в матчах против команд Израиля, Англии и Австрии.

## Достижения
Клубные
 «Црвена звезда»
- Победитель сербской Суперлиги — 2021/2022
- Обладатель Кубок Сербии — 2021/2022